# Marialit
Marialit – minerał z gromady krzemianów, zaliczany do grupy zeolitów. Należy do grupy minerałów bardzo rzadkich, znany jest od 1866 r.
Nazwa pochodzi od imienia żony niemieckiego mineraloga Gerharda von Ratha – Marii Rosy.

## Charakterystyka

### Właściwości
Stanowi skrajne ogniwo szeregu izomorficznego marialit – mejonit, którego członami pośrednimi są dipyr (znany z Pirenejów), mizzonit (najczęściej spotykany w przyrodzie; spotykany w okolicach Neapolu, w wapieniach na Madagaskarze i w Brazylii).
Marialit nigdy nie występuje w czystej postaci. Zazwyczaj tworzy kryształy silnie wydłużone. Przeważnie występuje w skupieniach pręcikowych i ziarnistych.

### Występowanie
Spotykany w skałach metamorficznych i metasomatycznych, w skarnach i gnejsach.
Miejsca występowania:
- Na świecie: Włochy – Pianura koło Neapolu (w tufach bazaltowych).

- W Polsce: spotykany w (łupkach amfibolowych) Górach Sowich oraz skarnach okolic Kowar i Karpacza.

### Zastosowanie
- ma znaczenia gemmologiczne.